# Liste von Kriegsgräberstätten in Rheinland-Pfalz
Die Liste von Kriegsgräberstätten in Rheinland-Pfalz benennt Kriegsgräberstätten in Rheinland-Pfalz, Bundesrepublik Deutschland, ohne Anspruch auf Vollständigkeit.

## Liste
| Bezeichnung                              | Ortschaft                 | Beschreibung | Foto |
| ---------------------------------------- | ------------------------- | --- | --- |
| Kriegsgräberstätte                       | Bad Bergzabern            | Auf diesem Ehrenfriedhof ruhen 899 Opfer des Zweiten Weltkrieges, die im hart umkämpften südpfälzischen Grenzgebiet starben, sowie 4 Opfer des Ersten Weltkrieges. Weiterhin sind 186 Gräber von unbekannten Soldaten vorhanden. Ein Kreuz aus Granit überragt den gesamten Friedhof. | weitere Bilder |
| Ehrenfriedhof Lohrer Wald                | Bad Kreuznach             | 2.265 Kriegstote insbesondere der Rheinwiesenlager Bretzenheim und Bad Kreuznach. | |
| Kriegsgräberstätte Bitburg-Hauptfriedhof | Bitburg                   | Gräberanlage für Opfer des Ersten Weltkriegs sowie einige historische Gräber. | |
| Kriegsgräberstätte Bitburg-Kolmeshöhe    | Bitburg                   | Die städtische Kriegsgräberstätte Bitburg-Kolmeshöhe in Bitburg umfasst etwa 2.000 Gräber. | |
| Kriegsgräberstätte Pfaffenheck           | Boppard                   | Gräberanlage für Opfer des Zweiten Weltkrieges, die zwischen dem 14. und 17. März 1945 in der Umgebung von Pfaffenheck zu Tode gekommen waren. | weitere Bilder |
| Kriegsgräberstätte Dahnen                | Dahnen                    | 62 Gefallene aus dem Zweiten Weltkrieg (Ardennenoffensive und Vormarsch der Amerikaner 1944/45). | |
| Kriegsgräberstätte Daleiden              | Daleiden                  | 3224 Gefallene aus dem Zweiten Weltkrieg aus dem Eifel-Ardennen-Raum. Größte Kriegsgräberstätte in Rheinland-Pfalz. | |
| Kriegsgräberstätte Eschfeld              | Eschfeld                  | 99 Gefallene und Verwundete aus dem Zweiten Weltkrieg (Ardennenoffensive 1944/45). | |
| Kriegsgräberstätte Gondelsheim           | Gondelsheim (Weinsheim)   | 460 Gefallene aus dem Zweiten Weltkrieg (Ardennenoffensive und Vormarsch der Amerikaner 1944/45). | Bild gesucht Die Wikipedia wünscht sich an dieser Stelle ein Bild vom hier behandelten Ort. Falls du dabei helfen möchtest, erklärt die Anleitung , wie das geht. BW |
| Kriegsgräberstätte Holsthum              | Holsthum                  | 223 Gefallene aus dem Zweiten Weltkrieg (Ardennenoffensive 1944/45). | Bild gesucht Die Wikipedia wünscht sich an dieser Stelle ein Bild vom hier behandelten Ort. Falls du dabei helfen möchtest, erklärt die Anleitung , wie das geht. BW |
| Franzosenfriedhof                        | Koblenz                   | Verstorbene Kriegsgefangene aus dem Deutsch-Französischen Krieg 1870/71. | |
| Kriegsgräberstätte Kyllburg              | Kyllburg                  | Gefallene aus dem Ersten und Zweiten Weltkrieg. | |
| Kriegsgräberstätte Neuerburg             | Neuerburg                 | 898 Gefallene, Kriegsgefangene und Zwangsarbeiter aus dem Zweiten Weltkrieg. | |
| Kriegsgräberstätte Schwarzenbruch        | Schwarzenbruch (Kruchten) | 88 Gefallene aus dem Zweiten Weltkrieg. | Bild gesucht Die Wikipedia wünscht sich an dieser Stelle ein Bild vom hier behandelten Ort. Falls du dabei helfen möchtest, erklärt die Anleitung , wie das geht. BW |
| Ehrenfriedhof Bad Bodendorf              | Sinzig-Bad Bodendorf      | 1.212 Grabstätten, in der Hauptsache Verstorbene des nahegelegenen Kriegsgefangenenlager Goldene Meile. | |
| Kriegsgräberstätte Wallendorf            | Wallendorf                | 322 Gefallene aus dem Zweiten Weltkrieg. | Bild gesucht Die Wikipedia wünscht sich an dieser Stelle ein Bild vom hier behandelten Ort. Falls du dabei helfen möchtest, erklärt die Anleitung , wie das geht. BW |
| Kriegsgräberstätte Waxweiler             | Waxweiler                 | 87 Gefallene aus dem Zweiten Weltkrieg. | Bild gesucht Die Wikipedia wünscht sich an dieser Stelle ein Bild vom hier behandelten Ort. Falls du dabei helfen möchtest, erklärt die Anleitung , wie das geht. BW |